# Thyrostipa
Thyrostipa är ett släkte av fjärilar. Thyrostipa ingår i familjen nattflyn.
Kladogram enligt Catalogue of Life:
| Thyrostipa | \| \| Thyrostipa chekiana \| \| \| \| \| \| Thyrostipa sphaeriphora \| \| \| \| |
|            | \| \| Thyrostipa chekiana \| \| \| \| \| \| Thyrostipa sphaeriphora \| \| \| \| |
|            | Thyrostipa chekiana                                                             |
|            |                                                                                 |
|            | Thyrostipa sphaeriphora                                                         |
|            |                                                                                 |